# 基施佩尔特
基施佩尔特是卢森堡北部的一个市镇，属于维尔茨县。市镇的行政中心是维尔沃维尔茨。 
基施佩尔特于2006年1月1日由维尔茨县的旧市镇考滕巴赫和维尔沃维尔茨合并而成。成立基施佩尔特的法律于2005年7月14日获得通过。

## 村镇
该市镇由以下村镇组成： 
| - 考滕巴赫: - Alscheid - 考滕巴赫 - Merkholz - Koenerhof (称地) - Schuttbourg-Château (称地) - Schuttbourg-Moulin (称地) | - 维尔沃维尔茨: - Enscherange - Lellingen - Pintsch - 维尔沃维尔茨 |